# Kozarevina
Kozarevina (cyr. Козаревина) – wieś w Bośni i Hercegowinie, w Republice Serbskiej, w gminie Foča. W 2013 roku liczyła 16 mieszkańców.